# Golokrtičasti štakor
Golokrtičasti štakor (goli sljepaš, "Pustinjsko štene"; Heterocephalus glaber) glodavac je iz porodice krtičastih štakora ili afričkih krtičastih štakora (Bathyergidae), raširenih u subsaharskoj Africi. Goli sljepaš živi u predjelima istočne Afrike (Etiopija, Kenija i Somalija). Ime dobiva po tome što im je koža gotovo potpuno gola, naborana i bez dlaka, a oči veoma sitne, pa su gotovo slijepi, ali se u svojim podzemnim hodnicima snalazre veoma dobro.

## Opis
Golokrtičasti štakori žive u velikim kolonijama sve od 20 pa do 300 životinja, prosječno 80, a organizirani su mrava ili termita. Samo se jedna ženka razmnožava s jednim do tri mužjaka i ona predstavlja kraljicu, dok su ostali članovi kolonije radnici, privremeno do potrebe sterilni. Kraljica živi 13 do 18 godina, a nakon njezine smrti nastaje borba za mjesto nove kraljice. Kraljica mladunce doji oko jedne godine, nakon čega ih radnici hrane izmetom dok ne budu sposobni jesti krutu hranu. odrasle jedinke hrane se gomoljimaali je i kod njih prisutna koprofagija.

## Najnovija istraživanja
Golokrtičasti štakori jedinstveni su u mnogočemu, a ispitivanja na berlinskom centru Max-Delbrück (MDC) za molekularnu medicinu i s čikaškog univerziteta u Ilinoisu, (UIC), pokazala su da je ova životinja praktički neosjetljiva na bol. Thomas Park je u svojim ranijim radovima zaključio da im nedostaje neurohormon (neurotransmiter) odgovoran za prenošenje osjeta boli, no ustanovljeno je u ovim novim istraživanjima da oni također kao i ostali kralježnjaci imaju te receptore za bol, samo što se kod njih ne aktiviraju. Istraživanja su pokazala da ovi receptori ne reagiraju ni na dodir s najjačom kiselinom, kada je pH vrijednost ispod 3,5. Golokrtičasti je štakor jedini poikilotermni sisavac čija se temperatura mijenja s temperaturom okoline. Metabolizam im je veoma nizak, pa im se smanjuju potrebe za kisikom kojeg u podzemnim hodnicima ima jako malo. Kapacitet pluća im je malen alki zato krv ima velik afinitet prema kisiku te sav dostupan kisik veže mnogo efikasnije. Otporni su na rak i među glodavcima su rekorderi u dugovječnosti – žive do 28 godina.

## Vanjske poveznice
- Postoje životinje koje mogu živjeti bez kisika!

|  | Zajednički poslužitelj ima još gradiva o temi Heterocephalus glaber |
|  | Wikivrste imaju podatke o taksonu Heterocephalus glaber             |